# 新登文庙

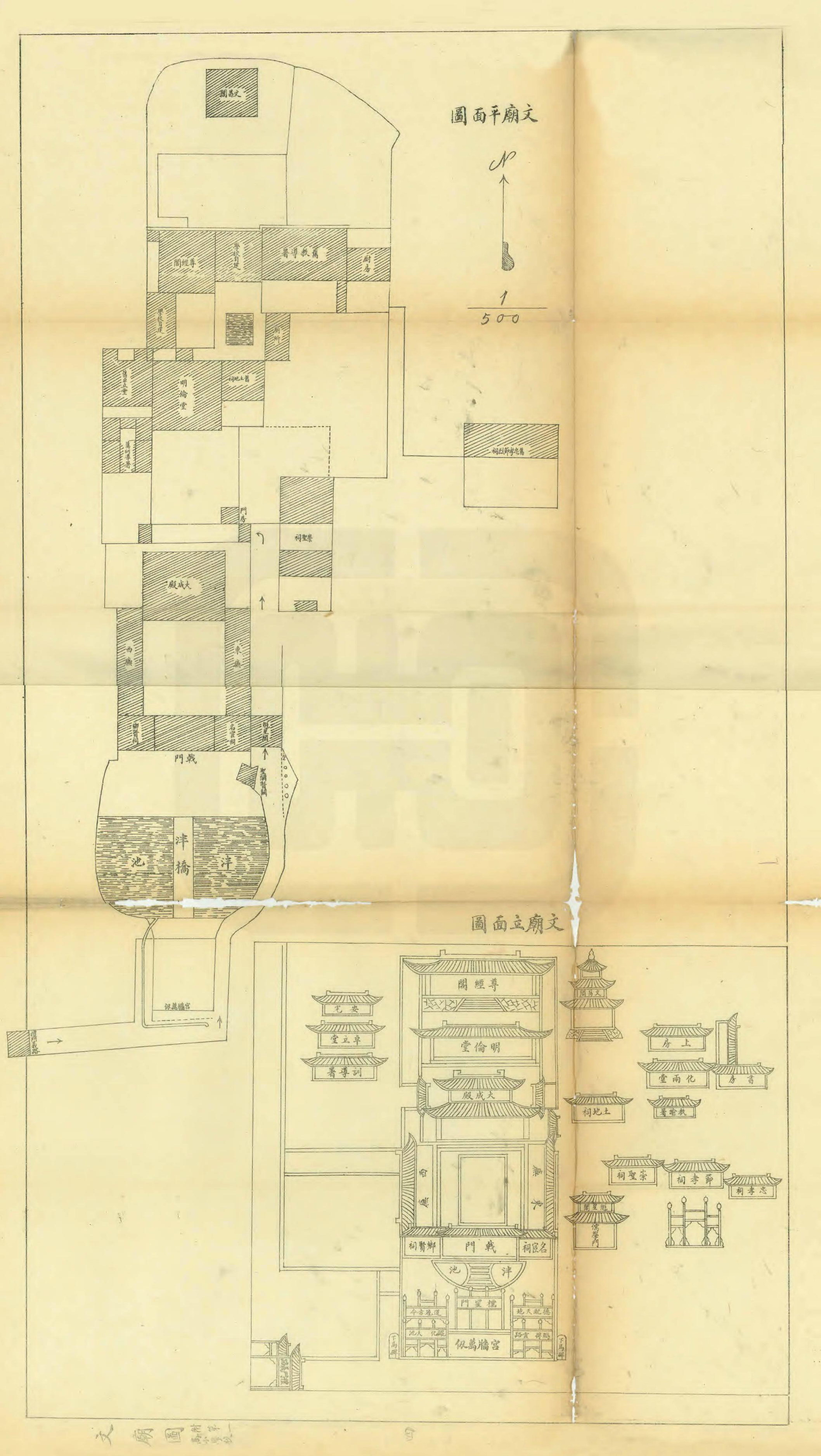
民国十一年（1922）《新登县志》文庙图

新登文庙为旧时中国浙江杭州府新登县（曾名新城县）县学文庙，原位于城内东北隅，即今中华人民共和国浙江省杭州市富阳区新登镇新登中学内，原建筑仅存泮池，另在校园内的圣园碑林内存有原在万仞宫墙两侧的下马碑和原在尊经阁内的范氏心箴碑、程子动箴碑（四箴碑之一，与范氏心箴碑均为明嘉靖六年（1527）所立）。
新登文庙始建于唐长寿年间，原在城东南隅，明嘉靖十七年（1538）始迁至城东北隅多福寺旧址，其后在两处位置之间反复迁移，至清光绪二十一年（1895）稳定在城东北隅，即今址。
据民国十一年（1922）《新登县志》记载及附图，清末新登文庙布局为前庙后学，主入口位于西南侧，自礼门义路坊而入，中轴线上依次为万仞宫墙、棂星门三间（东有德配天地坊和鹏抟云路坊，西有道冠古今坊和鲲化天池坊）、泮池泮桥、戟门三间（东有名宦祠，西有乡贤祠）、大成殿三间（前有东西庑各六间）、明伦堂三间、尊经阁三间两层（下为讲堂）和文昌阁三间（位于中轴线偏东），戟门东侧为魁星阁，自阁下通往明伦堂，东为崇圣祠三间、节孝祠和忠孝祠，明伦堂东有教谕署六间，西有训导署五间。